# Здание биржи (Санкт-Петербург)
Зда́ние Би́ржи — центральное строение архитектурного ансамбля стрелки Васильевского острова в Санкт-Петербурге.
Было построено для Санкт-Петербургской биржи, но впоследствии использовалось для других нужд. Долгое время в здании располагалась экспозиция Центрального военно-морского музея (до переезда в Крюковские казармы). В 2014 году здание передано Эрмитажу.

## История
Решение о благоустройстве незастроенного пространства на стрелке Васильевского острова было принято комитетом городских строений в виде плана, утверждённого в 1767 году. Пустующую территорию следовало оформить в подковообразную площадь, что и было сделано. За шесть лет с 1783 по 1789 годы по проекту Джакомо Кваренги на берегу Большой Невы было построено главное здание Академии наук, а также вогнутая часть северного пакгауза (1795—1797). Таким образом были построены здания слева и справа от места будущей биржи.
Кваренги был разработан проект Санкт-Петербургской биржи, строительство началось в 1783 году. Но в 1787 году строительство было приостановлено, поскольку каменное здание в палладианском стиле, развёрнутое по направлению к Зимнему дворцу, не отвечало актуальным задачам александровской эпохи начала XIX века по созданию больших архитектурных ансамблей центра российской столицы.
Разработка нового проекта была поручена архитектору Тома де Томону.
В 1805—1810 годах архитектор Тома де Томон построил на пустой площади между этими строениями здание новой биржи, отвечающее потребностям растущей экономики России. Но постройка не была закончена из-за войны с Наполеоном. Перед зданием архитектор установил две Ростральные колонны, наподобие древнеримских, с аллегорическими скульптурами у подножий, по традиционной, но спорной атрибуции олицетворяющих великие русские реки: Волгу, Днепр, Неву и Волхов.
Позднее, в 1826—1832 годах, архитектором И. Ф. Лукини были построены здания южного и северного пакгаузов и таможни, которые завершили архитектурный ансамбль площади.

## Композиция архитектурного ансамбля
В начале XIX века в петербургской архитектуре рождались самые важные градостроительные идеи. «То, с чем в предыдущее столетие не смог справиться Джакомо Кваренги — организация архитектурного пространства стрелки Васильевского острова, спустя двадцатилетие блестяще осуществил Тома де Томон. Это произошло не потому, что Кваренги как архитектор слабее Томона (скорее наоборот), а потому, что в границах екатерининского классицизма второй половины XVIII века невозможно было разрешить широкие пространственные задачи. Кваренги весьма наивно (с градостроительной точки зрения) развернул здание Биржи фасадом на Зимний дворец и не учёл при этом характер пейзажа — необычайную ширь Невы в том месте, где она разливается на два рукава между Петропавловской крепостью, Зимним дворцом и стрелкой Васильевского острова… Главной площадью и центром города в пространственном смысле является сама река и небо над ней, а золочёный шпиц Петропавловского собора и здание Зимнего дворца являются кулисами, они обрамляют эту естественную площадь. Кваренги этого не увидел, здесь требовалась не скромная палладианская вилла, а мощный архитектурный ансамбль».
Жан-Франсуа Тома де Томон привёз с собой из Парижа разные проекты и чертежи Королевской Академии архитектуры и на первых порах беззастенчиво выдавал чужие работы за свои. Многие историки архитектуры предпочитают не замечать этот факт, но И. Э. Грабарь, рассматривая гравированные проекты Томона в собственной коллекции, обнаружил подчистки дат и имён авторов. Для здания Биржи на Васильевском острове Томон также вначале использовал проект Пьера Бернара, получивший «Гран При» Королевской Академии архитектуры в Париже. Однако сила невского пейзажа оказалась столь велика, что факт плагиата не имел принципиального значения. В пяти проектных вариантах, постепенно, шаг за шагом, Тома де Томон создавал истинно оригинальное произведение и в результате, также по определению И. Э. Грабаря, «превзошёл сам себя». В 1803 году на рассмотрении Совета профессоров после «некоторых придирчивых замечаний» проект признали «отличным, так как большое мастерство было налицо».
В пояснении к последнему проекту Биржи (1804) архитектор писал, что здание окружено «44 дорическими колоннами Пестум» (10 по главным фасадам и 14 по боковым). Высота колонн — 11,35 м (высота колонн храма Посейдона в Пестуме равна 9 м, Парфенона Афинского Акрополя и храма Зевса в Олимпии 10,43 м). Однако в древнегреческом периптере колоннада, отступая от стен наоса, поддерживает кровлю. В здании Биржи использован иной композиционный приём колоннады, свободно опоясывающей объём здания и «распространяющейся в окружающий пейзаж». Такого не делали ни древние греки, ни римляне. Колонны расставлены столь мощно и широко, что в интерколумниях (расстояния между осями колонн) пришлось разместить не один, а два триглифа фриза. Новаторский прием опоясывания внешней колоннадой объёма здания известен лишь по одному из проектов Клода-Николя Леду, выдающегося представителя школы французских мегаломанов. На разработку идеи также повлияли проекты французского архитектора Николя Мари Потена.
Пространственный размах петербургской композиции усилен ростральными колоннами, по образцу древнеримских, но небывалой высоты (31,71 м), и гранитными спусками к воде. Колонны должны были служить маяками. Эклектичность композиции — соединение древнегреческого периптера и древнеримских ростральных колонн — незаметна.
Идея морского могущества России выражена аллегорическими скульптурами у подножия колонн. Две мужские и две женские фигуры, согласно распространённой гипотезе, аллегорически представляют великие реки России: у северной колонны — Волга и Днепр, у южной — Нева и Волхов. Однако эта гипотеза возникла относительно недавно и не имеет обоснования, сам Тома де Томон писал: «база каждой колонны украшена огромными фигурами, которые символизируют божества моря и коммерции». Статуи были выполнены по моделям фламандского скульптора Жозефа Камберлена и француза Жака Тибо. Камберленом была выполнена мужская фигура у северной колонны, остальные сделаны Тибо. В качестве материала для скульптур сначала была выбрана бронза, но из-за сложности её обработки выбор пал на пудостский известняк.
Внутри каждой колонны имеется винтовая лестница, ведущая на верхнюю смотровую площадку с огромной чашей-светильником. В чашу до 1896 года заливали конопляное масло, дающее огненный столб, указывающий путь кораблям во мраке ночи или пелене тумана. Позднее этот способ освещения применяли редко «по причине великого расхода». В 1957 году к светильникам подвели газ и теперь, в наши дни, их зажигают только по особо торжественным случаям.
Скульптурные группы в аттиках, имеющие прототипы в классическом западноевропейском, в частности итальянском, искусстве, созданы Камберленом. Этот скульптор, родом из Антверпена, вначале работал в Париже, с 1806 г.— в Петербурге, возможно, по приглашению Тома де Томона. Его произведения отличаются мощью, экспрессивностью и подлинной монументальностью.
В планировке стрелки Васильевского острова принимал участие А. Д. Захаров.
По мнениям историков XIX века, для оформления интерьера здания из Италии был вызван В. И. Демут-Малиновский.
В 1913—1914 годах в главном зале биржи был сооружён железобетонный свод по проекту архитекторов М. М. Перетятковича и Ф. И. Лидваля.

## Современность
С 1918 года в здании располагался клуб моряков. В 1920-е годы — торговая палата и биржа чернорабочих. В 1930 году здание было передано Академии наук СССР. В конце 1930-х здесь располагался музей авиации, а с 1939 по 2012 год — Центральный военно-морской музей. В 2000-е годы городское правительство планировало выселить музей и передать здание товарно-сырьевой бирже.
Комитет государственного контроля, использования и охраны памятников (КГИОП) летом 2007 года начал решать вопрос о переносе центрального военно-морского музея в здание Крюковских (Морских) казарм (переезд осуществлён в 2010 году).
В декабре 2013 года губернатор Петербурга Георгий Полтавченко принял решение о том, что Биржа будет передана Государственному Эрмитажу для создания музея Русской гвардии и геральдики. В настоящее время (2022 год) в здании Биржи продолжаются реставрационные работы.
В 2024 году реставрация, спустя 10 лет после её начала, вышла на финальный этап.

## В культуре
Здание биржи изображено на 50-рублёвой российской банкноте.